# Kelvin de la Nieve
José Kelvin de la Nieve Linares (* 28. August 1986 in Los Alcarrizos, Dominikanische Republik) ist ein ehemaliger spanischer Boxer dominikanischer Herkunft.

## Werdegang
Kelvin de la Nieve wurde in der Dominikanischen Republik geboren, wo er seine Kindheit verbrachte. Als seine Mutter mit den Geschwistern in das spanische Huelva auswanderten, folgte er mit seinem Vater im Jahr 2000. Mit dem Boxsport begann er 2001 im Club Deportivo Yoon in Huelva unter dem Trainer Beni Alloza, welcher ihn während seiner folgenden Karriere begleitete. Ein weiterer seiner Trainer war Rafael Lozano. Er wurde bereits 2003 Spanischer Juniorenmeister, verbunden damit war die Einberufung in das spanische Nationalteam 2004.
Seine erste internationale Teilnahme erfolgte bei den Junioren-Weltmeisterschaften 2004 in Südkorea, wo er im Achtelfinale gegen Mustafa Doğan ausschied. Auch seine Teilnahme am Olympiaqualifikationsturnier 2004 in Baku endete im Achtelfinale mit einer Niederlage gegen Atagün Yalçınkaya.
Bei den Junioren-Europameisterschaften 2005 in Tallinn unterlag er im Viertelfinale gegen Pawlo Gnatowski. Im selben Jahr wurde er auch erstmals Spanischer Meister bei den Erwachsenen. Seine erste internationale Medaille gewann er bei den Mittelmeerspielen 2005 in Almería, als er nach einer Halbfinalniederlage gegen Alfonso Pinto Bronze gewann. Bei den Weltmeisterschaften desselben Jahres in Mianyang schied er in der Vorrunde gegen Kenji Ohkubo aus.
2006 schied er bei den Europameisterschaften in Plowdiw gegen Veli Mumin aus und gewann bei den EU-Meisterschaften 2007 in Dublin die Silbermedaille nach einer Finalniederlage gegen Pál Bedák, nachdem er zuvor Abdülkadir Koçak und Darren Langley besiegt hatte. Im Achtelfinale der Weltmeisterschaften 2007 in Chicago unterlag er gegen Nordine Oubaali.
Im April 2008 konnte er bei der europäischen Olympiaqualifikation in Athen jeweils gegen Marius Vyšniauskas, Darren Langley und Veli Mumin gewinnen, was ihm einen Startplatz bei den Olympischen Spielen 2008 in Peking sicherte. Dort verlor er in der Vorrunde mit 9:12 gegen Luis Yáñez. Bei den anschließenden Europameisterschaften 2008 in Liverpool kämpfte er sich unter anderem gegen Łukasz Maszczyk und Ferhat Pehlivan bis in das Finale vor, wo er knapp mit 6:7 gegen Howhannes Danieljan als Vizeeuropameister ausstieg.
2009 besiegte er bei den Mittelmeerspielen in Pescara Redouane Bouchtouk und Ferhat Pehlivan, ehe er im Finale mit 3:3+ gegen Jérémy Beccu verlor und erneut Silber gewann. Bei den Weltmeisterschaften 2009 in Mailand erreichte er durch Siege gegen Istvan Ungvári, Miguel Cartagena und Kaew Pongprayoon das Viertelfinale und unterlag dort gegen Dawid Airapetjan. 2010 gewann er bei den Europameisterschaften in Moskau eine Bronzemedaille, als er im Halbfinale gegen Paddy Barnes ausgeschieden war.
Nach dem Ausscheiden gegen Charlie Edwards im Viertelfinale der Europameisterschaften 2011 in Ankara konnte er bei den Weltmeisterschaften 2011 in Baku ebenfalls das Viertelfinale erreichen, in welchem er gegen Dawid Airapetjan verlor. Mit dieser Platzierung war er jedoch für die Olympischen Spiele 2012 in London qualifiziert, wo sich in der Vorrunde mit 11:14 gegen Carlos Quipo geschlagen geben musste.
Nachdem er bei den Europameisterschaften 2013 in Minsk gegen Elvin Məmişzadə unterlegen war, gelang ihm mit dem Gewinn der Goldmedaille bei den Mittelmeerspielen desselben Jahres in Mersin ein weiterer großer Erfolg. Er hatte dabei Elie Konki, Erdal Inanlı und Vincenzo Picardi bezwungen. Bei den EU-Meisterschaften 2014 in Sofia gewann er Bronze nach einer Niederlage im Halbfinale gegen Alexander Riscan.
2015 wurde er letztmals Spanischer Meister und nahm ab Februar 2015 als erster Spanier an der World Series of Boxing (WSB) teil, wo er für das britische Team British Lionhearts an den Start ging. Bei den Europaspielen 2015 in Baku unterlag er zwar frühzeitig gegen Daniel Assenow, gewann jedoch noch eine Bronzemedaille bei den Europameisterschaften 2015 in Samokow, als er erst im Halbfinale von Muhammad Ali gestoppt worden war. Bei der Weltmeisterschaft 2015 in Doha verlor er im Achtelfinale gegen David Jiménez.
Im Juni 2016 nahm er noch an der Olympiaqualifikation in Baku teil, wo er gegen Daniel Assenow ausschied.
Nach seiner Wettkampfkarriere wurde er Boxtrainer und ab Februar 2020 auch Ringrichter. Zusammen mit seiner Frau und seinem 2016 geborenen Sohn lebt er in San Juan del Puerto.